# Dióxido de nitrogénio
O dióxido de azoto ou dióxido de nitrogénio é um composto químico constituído por dois átomos de oxigénio e um de azoto; a sua fórmula química é NO2. É um dos diversos óxidos de nitrogênio. NO2 é um intermediário na produção industrial do ácido nítrico (HNO3), cuja produção chega a milhões de toneladas anualmente; sendo seu uso primário na produção de fertilizantes. Em temperaturas mais elevadas é um gás vermelho-marrom, Pode ser fatal se inalado em grandes quantidades. Dióxido de nitrogênio é uma molécula paramagnética, de geometria angular, que pertence ao grupo pontual C2v.
NO2 possui um cheiro forte e irritante, é muito tóxico, é um poderoso oxidante que, nas reacções na atmosfera pode dar origem a ácido nítrico, bem como a nitratos orgânicos que contribuem para fenómenos com elevado impacto ambiental, como as chuvas ácidas e a eutrofização de lagos e rios. Desempenha um papel fundamental no ciclo químico do ozono.
Ele pode ser formado nas reações de combustão dos motores a explosão, na queima de querosene, a partir da reação de ácido nítrico (em excesso) com alguns metais (como a prata), ou a partir da reação de óxido nítrico (NO) com oxigénio (O2).
O dióxido de azoto existe em equilíbrio com o tetróxido de nitrogênio N2O4.

## Preparação e reações
Dióxido de nitrogênio normalmente é liberado pela oxidação de óxido nítrico no ar:
2 NO + O2 → 2 NO2
Dióxido de nitrogênio é formado na maioria dos processos de combustão que utilizam ar como oxidante. Em temperaturas elevadas, o nitrogênio se combina com oxígênio para formar óxido nítrico:
O2 + N2 → 2 NO
No laboratório, NO2 pode ser preparado em um procedimento de duas etapas, onde a desidratação de ácido nítrico produz pentóxido de dinitrogênio (N2O5), que subsequentemente sofre decomposição térmica:
2 HNO3 → N2O5 + H2O
2 N2O5 → 4 NO2 + O2
A decomposição térmica de alguns nitratos metálicos também libera NO2:
2 Pb(NO3)2 → 2 PbO + 4 NO2 + O2
Outra alternativa é a redução de ácido nítrico concentrado por metais (como o cobre).
4 HNO3 + Cu → Cu(NO3)2 + 2 NO2 + 2 H2O
Ou finalmente pela adição de ácido nítrico concentrado em estanho. O ácido estânico é produzido como subproduto.
4 HNO3 + Sn → H2O + H2SnO3 + 4 NO2

### Reações principais

#### Propriedades térmicas básicas
NO2 existe em equilíbrio com o gás incolor tetróxido de dinitrogênio (N2O4):
2 NO2 ⇌ N2O4
O equilíbrio é caracterizado por ter ΔH = −57.23 kJ/mol, que é exotérmico. A formação de NO2 é favorecida em temperaturas mais elevadas, e a forma N2O4 é predominante em temperaturas mais baixas.
N2O4 pode ser obtido como um sólido branco com um ponto de fusão de -11,2 °C. NO2 é paramagnético devido a um elétron desemparelhado, enquanto que N2O4 é diamagnético.
A química do dióxido de nitrogênio foi investigada extensivamente. A 150 °C, NO2 se decompõe liberando oxigênio por um processo endotérmico (ΔH = 14 kJ/mol):
2 NO2 → 2 NO + O2

#### Como um oxidante
Como sugerido pela fraca ligação N–O, NO2 é um bom oxidante. Consequentemente, irá sofrer combustão, às vezes de forma explosiva, com muitos compostos, como por exemplo os hidrocarbonetos.

#### Hidrólise
NO2 hidrolisa para formar ácido nitroso (HNO2) e ácido nítrico:
2 NO2 (N2O4) + H2O → HNO2 + HNO3
Essa reação é uma etapa do processo de Ostwald para produção industrial do ácido nítrico a partir da amônia. A reação é bastante lenta em baixas concentrações de NO2, o que é característico da atmosfera ambiente, porém ocorre em NO2 absorvido em superfícies. Presume-se que a reação na superfície produz HNO2 gasoso (às vezes escrito como HONO) em ambientes externos e internos.

#### Formação pela decomposição do ácido nítrico
Ácido nítrico decompõe-se lentamente em dióxido de nitrogênio pela reação geral:
4 HNO3 → 4 NO2 + 2 H2O + O2
O dióxido de nitrogênio formado confere uma cor amarela característica normalmente exibida por este ácido.

#### Conversão para nitratos
NO2 é usado para gerar nitratos de metal anidros a partir de óxidos:
MO + 3 NO2 → M(NO3)2 + NO

#### Conversão para nitritos
Iodetos de alquila e de metais formam os nitritos correspondentes:.
2 CH3I + 2 NO2 → 2 CH3NO2 + I2
TiI4 + 4 NO2 → Ti(NO2)4 + 2 I2

## Riscos à saúde
O NO2 é um gás irritante para os pulmões e diminui a resistência às infecções respiratórias. Os efeitos às exposições de curto prazo ainda não são bem conhecidos, mas a exposição continuada ou frequente a níveis relativamente elevados pode provocar tendência para problemas respiratórios em crianças e grupos de risco como os asmáticos.

## Impactos ambientais
O dióxido de nitrogênio, assim como os outros óxidos de nitrogênio (NOx), é considerado um poluente atmosférico primário. Ele pode ser formado naturalmente, pela ação de microrganismos presentes no solo e por descargas elétricas na atmosfera (raios). Quanto as emissões antropogênicas, a maior parte ocorre pela combustão de combustíveis fósseis em altas temperaturas nas indústrias e veículos automotores.
NO2 pode reagir com radicais hidróxido, provenientes principalmente da água, formando ácido nítrico; sendo assim responsável pelo fenômeno da chuva ácida, juntamente com o dióxido de enxofre (SO2) que forma ácido sulfúrico.